# Klaas Voget

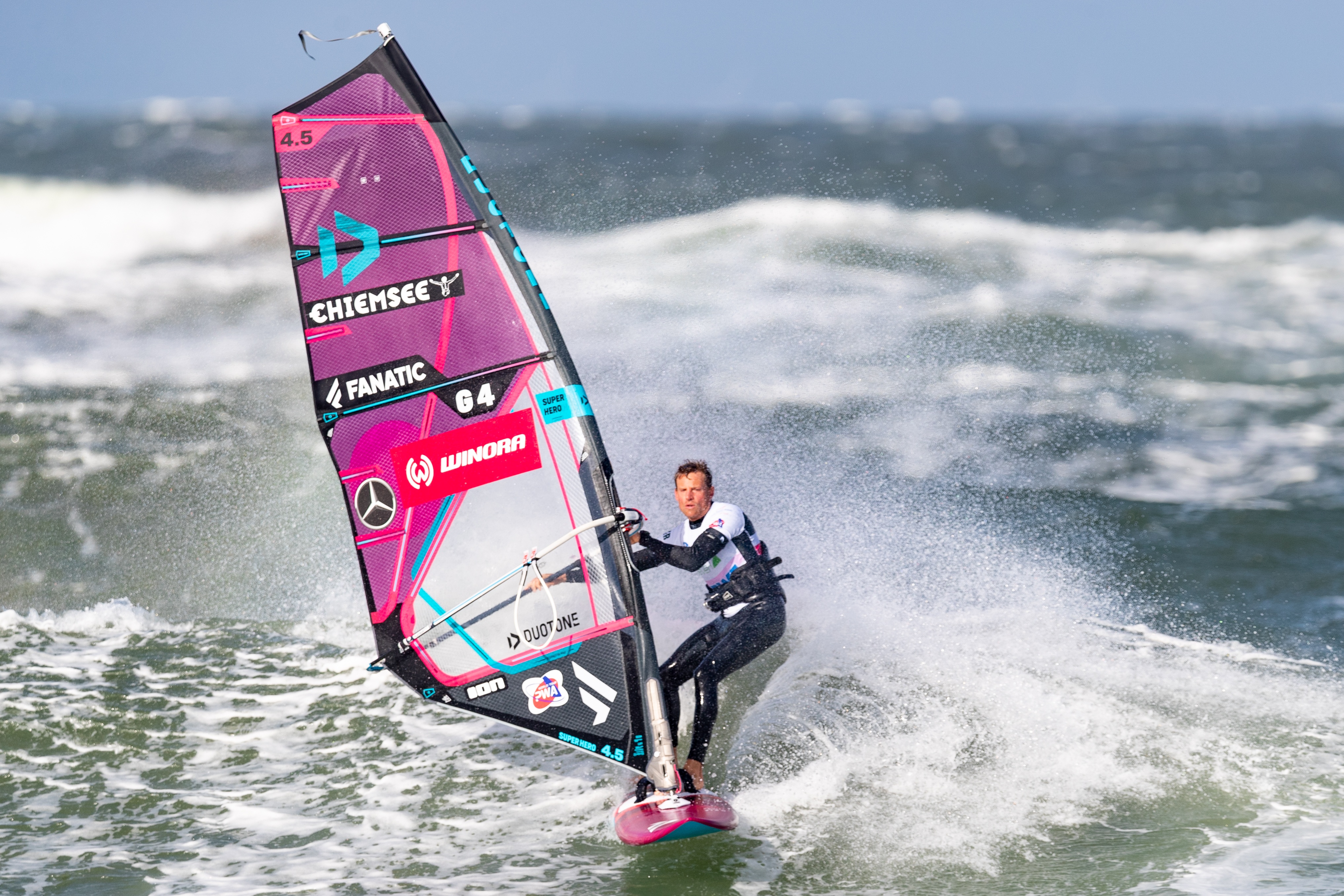
Klaas Voget beim Windsurf World Cup Sylt, 2019

Klaas Voget (* 24. April 1979 in Aurich) ist ein deutscher Profi-Windsurfer.
Voget wurde 1979 als zweiter von drei Söhnen in Aurich geboren. Nach dem dortigen Abitur 1998 begann er während des Zivildienstes auf Norderney mit dem Windsurfen als Leistungssport. Im Jahr 2000 nahm er in Kiel ein Studium der Sportwissenschaft auf und startete erstmals bei der Worldtour der Professional Windsurfers Association (PWA) mit der Segelnummer G-4. 
Voget lebt in Hamburg.

## Erfolge (Auszug)
- 2015: 5. Platz KIA Cold Hawaii in Klitmøller
- 2014: 8. PWA Wave-Weltrangliste
- 2012: 7. PWA Wave-Weltrangliste
- 2010: Deutscher Meister Wave-Freestyle
- 2009: 4. PWA Wave-Weltrangliste
- 2009: 2. PWA Windsurf World Cup Sylt
- 2008: 6. PWA Wave-Weltrangliste
- 2008: 3. PWA Windsurf World Cup Sylt
- 2007: Sieger DWC Wave-Freestyle
- Publikumswahl Bester Windsurfer des Jahres 2008 und 2009 der Action Sports Awards